# テイラー・グリーン
テイラー・ウィリアム・アンドリュー・グリーン（Taylor William Andrew Green、1986年11月2日 - ）は、カナダ・ブリティッシュコロンビア州コモックス出身のプロ野球選手（内野手）。右投左打。現在は、MLBのミルウォーキー・ブルワーズの傘下に所属している。

## 経歴
高校時代はブリティッシュコロンビア・プレミア・ベースボール・リーグのパークスビル・ロイヤルズでプレー。高校卒業後はカリフォルニア州のサイプレス・カレッジ（Cypress College）へ進学。2005年のMLBドラフト25巡目でミルウォーキー・ブルワーズに入団。
2007年にはIBAFワールドカップ、2008年には北京オリンピック野球世界最終予選にカナダ代表として出場した。ただし、北京オリンピックの本戦では代表入りしなかった。
2011年8月31日のセントルイス・カージナルス戦で、メジャーデビューを果たした。
2012年は打撃不振で3Aでの成績が前年のOPS.997から.753に下降。メジャーでも代打や内野の控えとして58試合に出場したが、打率1割台に終わった。
2013年1月17日に、第3回WBC本戦のカナダ代表が発表され 代表入りした。
2015年オフの10月20日に第1回WBSCプレミア12のカナダ代表に選出された事が発表され 代表入りしている。

## 詳細情報

### 年度別打撃成績
| 年 度    | 球 団    | 試 合 | 打 席 | 打 数 | 得 点 | 安 打 | 二 塁 打 | 三 塁 打 | 本 塁 打 | 塁 打 | 打 点 | 盗 塁 | 盗 塁 死 | 犠 打 | 犠 飛 | 四 球 | 敬 遠 | 死 球 | 三 振 | 併 殺 打 | 打 率 | 出 塁 率 | 長 打 率 | O P S |
| -------- | -------- | ----- | ----- | ----- | ----- | ----- | -------- | -------- | -------- | ----- | ----- | ----- | -------- | ----- | ----- | ----- | ----- | ----- | ----- | -------- | ----- | -------- | -------- | ----- |
| 2011     | MIL      | 20    | 37    | 37    | 2     | 10    | 3        | 0        | 0        | 13    | 1     | 0     | 0        | 0     | 0     | 0     | 0     | 0     | 6     | 1        | .270  | .270     | .351     | .622  |
| 2012     | MIL      | 58    | 117   | 103   | 8     | 19    | 7        | 0        | 3        | 35    | 14    | 0     | 0        | 0     | 2     | 10    | 0     | 2     | 24    | 3        | .184  | .265     | .340     | .605  |
| MLB：2年 | MLB：2年 | 78    | 154   | 140   | 10    | 29    | 10       | 0        | 3        | 48    | 15    | 0     | 0        | 0     | 2     | 10    | 0     | 2     | 30    | 4        | .207  | .266     | .343     | .609  |

### 代表歴
- 2013 ワールド・ベースボール・クラシック・カナダ代表
- 2015 WBSCプレミア12 カナダ代表